# Вејнов свет
Вејнов свет (енгл. Wayne's World) је музичка филмска комедија из 1992. године у режији Пенелопи Сфирис, а по сценарију Мајк Мајерса. Главне улоге играју: Мајк Мајерс, Дејна Карви, Роб Лоу и Тија Карере.

## Радња
Вејн Кембел и Гарт Елгар су безобзирни младићи који воле хард рок. Они су креирали и воде музичку телевизијску емисију Вејнов свет, која је популарна у малом граду Аурора, у Илиноју. Емисија је запела за око и оставила утисак на менаџера највеће америчке телевизијске куће Бена Кејна. Он нуди момцима уговор, луде (како Вејн и Гарт мисле) плате и ударни термин на својој мрежи.
Вејн се заљубљује у певачицу Касандру Вонг. Да би импресионирао девојку, он мора да успе и да остане у како он сматра "глодарском" телевизијском послу на највишим позицијама у мрежи емитовања. Бен Кејн је такође загрејан за Касандру. Настаје сукоб између водитеља и власника телевизијске мреже. Вејн показује карактер и почиње да води шоу како му одговара упркос противљењима менаџера мреже.